# 中村竜輔
中村 竜輔（なかむら りゅうすけ、1997年12月26日 - ）は、日本の男子バレーボール選手である。

## 来歴
茨城県土浦市出身。中学1年生からバレーボールを始める。
土浦日本大学高等学校、順天堂大学を経て、2019-20シーズン、V.LEAGUE DIVISION1 MEN（V1男子）に所属するVC長野トライデンツの内定選手となった。
2020年、大学卒業後に、VC長野トライデンツに入団した。入団1年目の2020-21シーズン、V1の試合に出場しVリーグデビューも果たした。
2021-22シーズン、V1のシーズン中にVC長野トライデンツを退団した。
2022年、V1男子の大分三好ヴァイセアドラーに入団した。
2024年、所属する大分三好が休部。7月に東レアローズ静岡との8月末までの練習生契約が発表され、9月に正式に入団した。

## 所属チーム
- 土浦日本大学高等学校（2013-2016年）
- 順天堂大学（2016-2020年）
- VC長野トライデンツ（2020-2021年12月）
- 大分三好ヴァイセアドラー（2022-2024年）
- 東レアローズ静岡（2024年-）